# Cantonul La Guerche-sur-l'Aubois
Cantonul La Guerche-sur-l'Aubois este un canton din arondismentul Saint-Amand-Montrond, departamentul Cher, regiunea Centru, Franța.

## Comune
| Comune                  | Populație (1999) | Cod poștal | Cod INSEE |
| ----------------------- | ---------------- | ---------- | --------- |
| Apremont-sur-Allier     | 87               | 18150      | 18007     |
| La Chapelle-Hugon       | 376              | 18150      | 18048     |
| Le Chautay              | 317              | 18150      | 18062     |
| Cours-les-Barres        | 1 082            | 18320      | 18075     |
| Cuffy                   | 996              | 18150      | 18082     |
| Germigny-l'Exempt       | 331              | 18150      | 18101     |
| La Guerche-sur-l'Aubois | 3 397            | 18150      | 18108     |
| Jouet-sur-l'Aubois      | 1 341            | 18320      | 18118     |
| Torteron                | 738              | 18320      | 18265     |